# The Addrisi Brothers
The Addrisi Brothers est un duo américain de musique pop actif des années 1950 aux années 1970, composé des deux frères Don (1938-1984) et Dick Addrisi (né en 1941). Ils sont les auteurs, compositeurs, interprètes des hits pop Never My Love pour The Association en 1967 et The 5th Dimension en 1971 et de We've Got To Get It On Again en 1972 avec le label Columbia.
Never My Love est la seconde chanson la plus enregistrée et reprise du catalogue d'auteurs compositeurs BMI.

## Biographie
Donald Addrisi (Don Addrisi) est né le 14 décembre 1938 à Winthrop (Massachusetts). C'est un musicien chanteur, auteur, compositeur, interprète et guitariste. Il est décédé le 28 novembre 1984, d'un cancer, à Los Angeles (Californie).
Richard Addrisi (Dick Addrisi / Richard P. Addrisi) est le frère cadet de Donald Addrisi. Il est né le 4 juillet 1941, à Winthrop. C'est un chanteur, auteur, compositeur et interprète.
Leurs parents sont issus d'une famille d'acrobates : The Flying Addrisis, mais Don et Dick choisissent la musique pour carrière. Ils forment leur duo The Addrisi Brothers à la fin des années 1950 : Don était le chanteur et guitariste du groupe et Dick seulement chanteur. Au milieu des années 1950, avec l'aide du comédien Lenny Bruce, qui était un fan, ils obtiennent leur première représentation professionnelle.
La famille s'établit en Californie attirée par la perspective de Don et Dick de prendre part au développement de The Mickey Mouse Club ; cela ne marche pas, mais ils signent avec le label Del-Fi, le label de Bob Keane, qui a aussi édité les disques de Ritchie Valens. Ils enregistrent alors une série de singles qui sont des reprises et/ou dans le style rock 'n' roll des Everly Brothers . Ils auront quelques succès auprès des jeunes de cette époque, notamment un succès mineur en 1959 avec Cherrystone, une reprise des Everly Brothers.
Cependant leur carrière ne décolle vraiment (selon Stephen Thomas Erlewine de Cduniverse) qu'avec leur interprétation d'une chanson pop californienne langoureuse : We've Got to Get It on Again.
Mais ils n'ont jamais réellement obtenu de hit à cette époque. Après plusieurs tentatives d'enregistrement non couronnés de succès avec le label Imperial Records et Warner Brothers Records, ils se tournent vers l'écriture et la composition de chansons : ils ont naturellement des talents de musiciens et Don a un diplôme d'études musicales. Ils sont alors signés par Valiant Records. Durant cette période, ils écrivent notamment pour un groupe californien, The Association, qui enregistre le futur célèbre titre "Never My Love" : cette composition originale atteint le No 2 dans les charts et les propulse dans la sphère des compositeurs à succès.
Ils ré-émergeront ensuite comme artistes enregistrant leurs propres titres au début des années 1970 avec le hit We've Got to Get It on Again, sorti chez Columbia. 5 années après, en pleine fièvre disco, ils obtiennent leur troisième plus gros succès avec Slow Dancin’ Don’t Turn Me On sur Buddah Records. Ils ont aussi sur ce label un hit mineur en 1977 avec leur propre version de Never My Love.
Beaucoup de leurs singles ont fait l'objet de diffusion en Angleterre, mais un seul a accédé aux  charts : Ghost Dance, No 57 en octobre 1979.
Le duo enregistre ensuite avec moins de succès pour les labels Bell Records, Private Stock Records, Elektra Records et Scotti Brothers Records. Il est probablement plus visible durant cette période comme auteurs-compositeurs et chanteurs du thème principal de la série de ABC Nanny and the Professor (~ Selon Bruce Eder, All Music Guides, « leur harmonie de chant est excellente comme jamais. »).
Ils continueront à travailler ensemble jusqu'au décès de Don en 1984, victime d'un cancer.
Ses cendres reposent à Forest Lawn Memorial Park (Glendale), Los Angeles County, Californie :
- Plot: Court of Freedom, Columbarium of Heavenly Peace, N-1888[3].

### Succès
Donald Addrisi écrit le titre Never My Love avec son frère entre 1966 et 1967.
20 ans après, Never My Love a confirmé son statut de succès planétaire, en étant la seconde chanson la plus interprétée et la plus reprise du XXe siècle après le célèbre succès You’ve Lost That Lovin’ Feeling des Righteous Brothers.
La chanson atteindra la performance de 7 millions de reproductions et enregistrements en mai 1998. C'est seulement la seconde chanson du catalogue BMI parmi plus de 2 millions à atteindre ce niveau de performance. Parmi ces enregistrements, on trouve The Association en 1967, Cal Tjader en 1968 (sur l'album Solar Heat), The 5th Dimension en 1971 et The Addrisi Brothers en 1977.
Richard Addrisi a été honoré lors des BMI Pop Awards 1998 pour Never My Love. Cette 40e cérémonie des Grammy Awards a eu lieu le 25 février 1998.

## Discographie

### Enregistrements Studio LP
- We've Got to Get it On Again (Columbia Records, 1972) Classement U.S. #137[5]
- The Addrisi Brothers (Buddah Records, 1977) Classement U.S. #118
- Ghost Dancer (1979) (Scotti Brothers - 5376)
- Cherrystone (1997) CD (Del-Fi Records)
- Never My Love: The Lost Album Sessions (2001 Varese Sarabande) - les inédits

### Singles
- I'll Be True/Everybody Happy (1958) Brad Label
- Cherrystone (1959) Classement U.S. #62[6]
- We've Got to Get it On Again (1972) Classement U.S. #25
- Does She Do it Like She Dances (1977) Classement U.S. #74
- Never My Love (1977) Classement U.S. #80
- Slow Dancin' Don't Turn Me On (1977) Classement U.S. #20
- Ghost Dancer (1979) Classement UK #57

### Compositions
On recense environ 135 chansons avec le copyright © By Donald Addrisi & Richard Addrisi.[réf. nécessaire]